# Fundação Nobel
Alfred Nobel
A Fundação Nobel (em sueco:  Nobelstiftelsen) é uma instituição privada fundada em 29 de junho de 1900, destinada a gerir e administrar o Prêmio Nobel. A existência da fundação deve-se ao último desejo de Alfred Nobel, o inventor da dinamite.

## Simpósio Nobel
Em 1965, a Fundação iniciou o Simpósio Nobel, um programa que realiza simpósios "dedicado às áreas da ciência, onde avanços estão ocorrendo ou que tratam de outros temas de importância cultural e social primárias."  O simpósio abordou temas como prostaglandinas, cinética química, diabetes mellitus, teoria das cordas, cosmologia, e a Guerra Fria dos anos 1980.  O Comitê do Simpósio Nobel é constituído por membros do Comitê Nobel em Química, Literatura, Paz, Física, e Fisiologia ou Medicina; o Comitê Nobel de Economia; o Banco Sueco Tricentenário; e a Fundação Wallenberg.